# Wielka Jelenia Skała

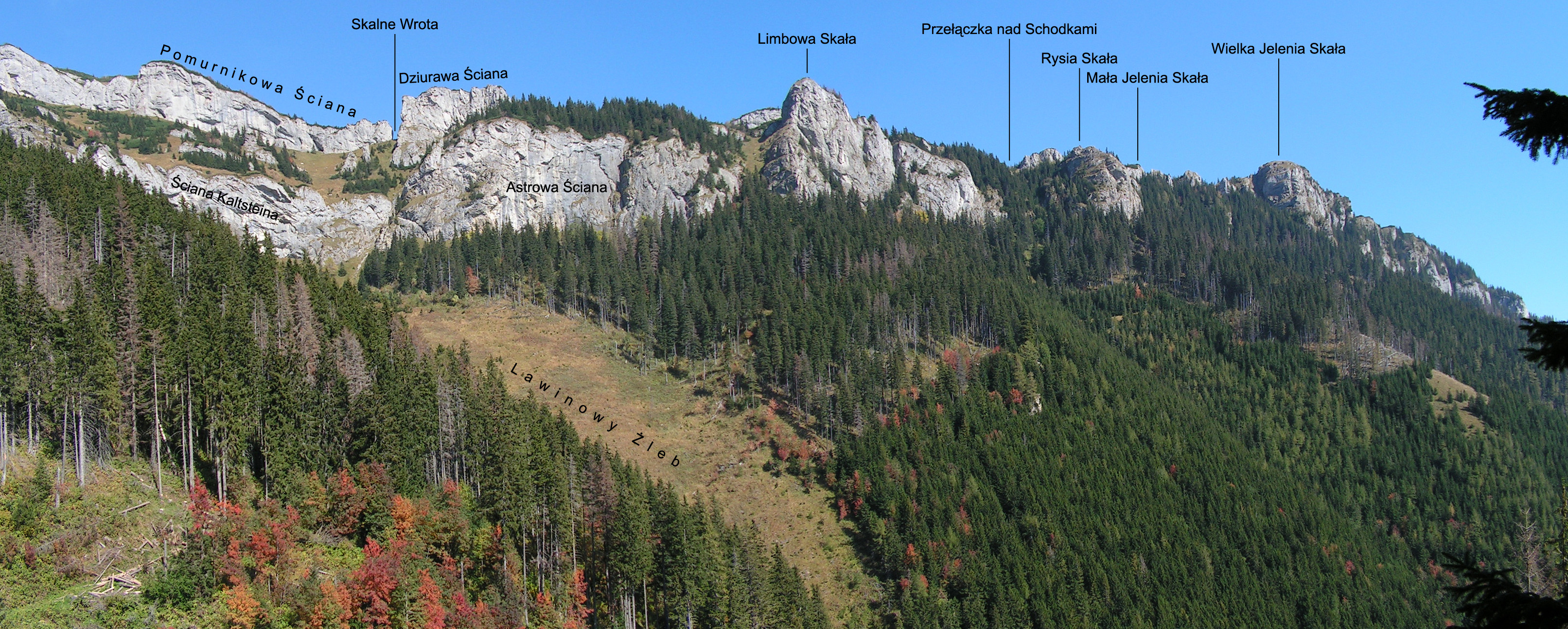
Wielka Jelenia Skała wśród opisanych obiektów

Wielka Jelenia Skała (niem. Grosser Hirschberg, słow. Veľká jelenia skala, węg. Nagy-Szarvas-szirt) – zbudowana z wapieni ściana w Kozim Grzbiecie w słowackich Tatrach Bielskich. Znajduje się na północno-wschodnim końcu tego grzbietu, pomiędzy Małą Jelenią Skałą a Fajksową Przełęczą (1480 m). Na południowo-zachodnią stronę do Doliny Czarnej Rakuskiej opada pionową ścianą o wysokości kilkudziesięciu metrów. Porośnięte lasem zbocze poniżej tej ściany to Jelenia Ubocz. Natomiast od północno-wschodniej, opadającej do Doliny Suchej strony nie tworzy żadnej ściany, lecz jednolicie nachylone zbocze.